# プロフェッサー・タナカ
プロフェッサー・タナカ（Professor Tanaka、本名：Charles  Kalani, Jr.、1930年1月6日 - 2000年8月22日）は、アメリカ合衆国のプロレスラー。ハワイ州ホノルル出身。現役引退後は、アクション映画の悪役俳優に転じた。
グレート東郷、ハロルド坂田、キンジ渋谷などのステレオタイプな日系悪役レスラーのスタイルを踏襲し、「東洋の悪魔」としてアメリカマット界で活躍したが、出自は不明な点が多い。トール・タナカ（Toru Tanaka）あるいはタロー・タナカ（Taro Tanaka）を名乗り、広島県出身の両親を持つ日系人を自称していたが、ギミックの可能性が高く、実際はハワイ生まれのフィリピン系とされている。その他、ミンダナオ島出身説やタイの山岳民族であるとの説もあった。

## 来歴
「金剛山」を名乗ったハワイの日系レスラーと同一人物という説もあったが真偽は不明。少年期から柔道や空手などの格闘技を身につけ、柔術のブラックベルトも取得。アメリカンフットボールでも活動し、1955年にアメリカ陸軍に入隊。除隊後の1958年、チャーリー・カラニ（Charlie Kalani）の名義で地元のハワイにてデビュー。1960年代に入りアメリカ合衆国本土のサンフランシスコ地区に進出、1964年にはザ・シーク、ベアキャット・ライト、マーク・ルーイン、ホセ・ロザリオらと対戦した。
その後、プロフェッサー・トール・タナカ（Prof. Toru Tanaka）をリングネームに、1966年にオーストラリア（ジム・バーネットが主宰していたワールド・チャンピオンシップ・レスリング）に遠征。6月3日にシドニーにて、ドミニク・デヌーチから豪州版のIWA世界ヘビー級王座を奪取。以降、1968年9月2日にもマリオ・ミラノを破り同王座を獲得、11月にはスカル・マーフィーとのコンビでIWA世界タッグ王座にも戴冠している。同年12月、フィリピン遠征の途中に一度来日し、日本プロレスを表敬訪問したが試合は行わなかった。
その間、アメリカでは1967年よりWWWFに参戦。ブルーノ・サンマルチノと抗争を繰り広げ、ニューヨークのマディソン・スクエア・ガーデンをはじめ東部各地でサンマルチノのWWWF世界ヘビー級王座に挑戦した。以降もWWWFを主戦場に、ボボ・ブラジル、エドワード・カーペンティア、スパイロス・アリオン、ビクター・リベラなどの人気選手と対戦。塩を相手の目にすり込む反則攻撃で観客の憎悪を煽るなど、卑怯者の日系人ヒールとしてブレイクを果たした。1969年には純正の日系アメリカ人であるミツ荒川とライジング・サンズ（Rising Suns）なるタッグチームを結成、6月にWWWFインターナショナル・タッグ王座の初代王者チームに認定されている。
1970年下期からはNWAのテキサス州ダラス地区で活動、12月18日にフリッツ・フォン・エリックからNWAアメリカン・ヘビー級王座を奪取。戴冠中の1971年1月5日と翌6日にはドリー・ファンク・ジュニアのNWA世界ヘビー級王座に連続挑戦している。以降もダラスではエリックやジョニー・バレンタイン、ワフー・マクダニエル、ミル・マスカラスなどの強豪を相手にアメリカン王座を争った。

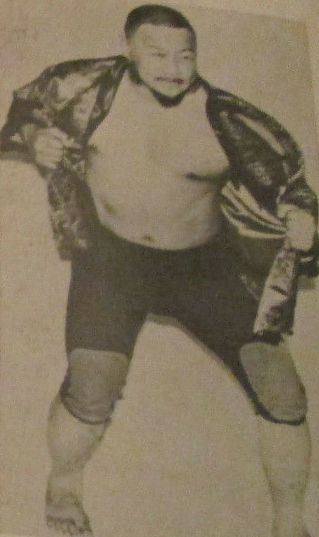
1972年

1972年よりWWWFに復帰し、ミスター・フジと新コンビを結成。6月27日にフィラデルフィアでチーフ・ジェイ・ストロンボー&ソニー・キングを破り、WWWF世界タッグ王座を獲得する。以降は長期政権を築き、10月16日にはサンマルチノ&ペドロ・モラレスの新旧WWWF王者コンビとも対戦。翌1973年5月30日にトニー・ガレア&ヘイスタック・カルホーンに奪取されるも9月11日に奪還、11月14日にガレア&ディーン・ホーに敗れるまで戴冠した。シングルでも、モラレスが保持していたWWWFヘビー級王座に再三挑戦している。
1974年1月には全日本プロレスの『新春NWAシリーズ』に来日。初の日本マット登場を果たし、1月29日の郡山大会ではジャイアント馬場のPWFヘビー級王座に挑戦している。1975年にはフジと共にジョージア・チャンピオンシップ・レスリングに参戦、9月19日に行われたトーナメントの決勝で、因縁のガレア&ホーを下してNWAジョージア・タッグ王座を獲得。シングルでは、3月18日にダニー・リトルベアを破って空位となっていたNWAメイコン・ヘビー級王座の新王者となり、8月にはアブドーラ・ザ・ブッチャーからNWAジョージア・ヘビー級王座を奪取している。1977年2月12日には太平洋岸のロサンゼルス地区において、チャボ・ゲレロを破りNWAアメリカス・ヘビー級王座を獲得するなど各地で活躍した。
その後はフジとのコンビでWWWFに戻り、1977年9月27日にストロンボー&ビリー・ホワイト・ウルフからWWWF世界タッグ王座を奪取、通算3回目の戴冠を果たした。1978年3月14日にデヌーチ&ディノ・ブラボーに敗れてタイトルを明け渡したが、翌週3月20日のマディソン・スクエア・ガーデンにおける定期戦ではフジ&ケン・パテラと組み、マスカラス、アンドレ・ザ・ジャイアント、ダスティ・ローデスの豪華トリオと6人タッグマッチで対戦している。
WWWF離脱後はニュージーランドに遠征して、1978年6月13日と7月20日にNWAブリティッシュ・エンパイア・ヘビー級王座を獲得。同年11月には国際プロレスが主催した『日本リーグ争覇戦』に来日。予選リーグでは同ブロックのグレート草津やマイティ井上を下しトップの戦績で決勝トーナメントに進出、1回戦でミスター・サクラダ、2回戦でジャンボ鶴田から反則勝ちを収め、11月30日に千葉公園体育館にてラッシャー木村と優勝戦を争った。
1979年はテネシー州メンフィスのCWAにて、2月にロバート・フラーを破ってAWA南部ヘビー級王座を獲得、同じアジア系ギミックのモンゴリアン・ストンパーとも防衛戦を行った。フジとのコンビでも、5月14日にフラー&ビル・ダンディーからAWA南部タッグ王座を奪取したが、翌月にダンディー&ジェリー・ローラーに奪回されている。
フジとのタッグチームを解消後、1979年下期から1980年にかけては古巣のダラス地区で活動、ブルーザー・ブロディを相手にラフファイターの称号であるブラスナックル王座を争った。ダラスでは国際プロレスでも共闘したサクラダ&ミスター・ヒトとのトリオで、ケビン、デビッド、ケリーのフォン・エリック兄弟とも抗争している。並行してジョージア地区にも出場し、キラー・カーンとタッグを結成。1980年1月27日にはアトランタのオムニ・コロシアムにてボブ・バックランドのWWFヘビー級王座に挑戦している。
1981年にセミリタイアして俳優に転じ、アクション系作品の悪役として映画やテレビで活躍。その後もWWFの西海岸エリアでの興行に時折出場し、1984年11月には旧敵マスカラスとの連戦が組まれた。
2000年8月22日、カリフォルニア州レイクフォレストにて心不全のため死去。70歳没。2019年、WWE殿堂のレガシー部門に迎えられた。

## 得意技
- コブラ・クラッチ
- ショルダー・クロー
- ジュードー・チョップ
- 地獄突き
- 塩攻撃

## 獲得タイトル
ワールド・チャンピオンシップ・レスリング（オーストラリア）
- IWA世界ヘビー級王座（オーストラリア版）：2回[5]
- IWA世界タッグ王座（オーストラリア版）：1回（w / スカル・マーフィー）[6]

ワールド・ワイド・レスリング・フェデレーション / WWE
- WWWFインターナショナル・タッグ王座：1回（w / ミツ荒川）[11]
- WWWF世界タッグ王座：3回（w / ミスター・フジ）[16]
- WWE殿堂（レガシー部門）：2019年[35]

NWAビッグタイム・レスリング
- NWAテキサス・ブラスナックル王座：2回[31]
- NWAアメリカン・ヘビー級王座：2回[12]
- NWAアメリカン・タッグ王座：1回（w / サンダーボルト・パターソン）[36]

ジョージア・チャンピオンシップ・レスリング
- NWAメイコン・ヘビー級王座：1回[21]
- NWAジョージア・ヘビー級王座：1回[22]
- NWAジョージア・タッグ王座：2回（w / ジ・アサシン、ミスター・フジ）[20]

NWAハリウッド・レスリング
- NWAアメリカス・ヘビー級王座：1回[23]
- NWAアメリカス・タッグ王座：1回（w / ドクター・ヒロ・オオタ）[37]

コンチネンタル・レスリング・アソシエーション
- AWA南部ヘビー級王座：2回[28]
- AWA南部タッグ王座：1回（w / ミスター・フジ）[30]

サウスイースタン・チャンピオンシップ・レスリング
- NWAサウスイースタン・ヘビー級王座：2回[38]
- NWAサウスイースタン・タッグ王座：1回（w / ミスター・フジ）[39]

チャンピオンシップ・レスリング・フロム・フロリダ
- NWAフロリダ・タッグ王座：1回（w / ディック・スレーター）[40]

オールスター・プロレスリング
- NWA大英帝国ヘビー級王座：2回[25]

## 俳優活動
1980年頃から俳優として様々な映画に日本人役・東洋人役で出演している。
- 香港コネクション（1981年、主演：チャック・ノリス）
- 大草原の小さな家（1982年、シーズン9 第11話「若い牧師」）
- ニンジャ II・修羅ノ章（1983年、主演：ショー・コスギ）
- チャック・ノリスの 地獄のヒーロー2（1985年、主演：チャック・ノリス）
- ピーウィーの大冒険（1985年、主演：ポール・ルーベンス）
- ピース・フォース（1985年、主演：トム・ハンクス）
- 爆進!プロレス野郎 / アメリカン・ヒーローズ（1986年、主演：アダム・ボールドウィン）
- 上海サプライズ（1986年、主演：ショーン・ペン、マドンナ）
- 特攻野郎Aチーム（1986年、主演：ジョージ・ペパード）
- バトルランナー（1987年、主演：アーノルド・シュワルツェネッガー）
- Police Story: Monster Manor（1988年、主演：ブライアン・マクナマラ）
- ゾンビ・コップ（1988年、主演：トリート・ウィリアムズ）
- ブラック・レイン（1989年、主演：マイケル・ダグラス、高倉健）
- ダークマン（1990年、監督：サム・ライミ）
- ラスト・アクション・ヒーロー（1993年、主演：アーノルド・シュワルツェネッガー）